# モンクレール
| 女性用Vネックセーター |  | ダウンジャケット上のロゴ |
| 女性用Vネックセーター |  | ダウンジャケット上のロゴ |

モンクレール（MONCLER）は、ダウンジャケットなどを提供するフランス発祥のファッションブランドの一つである。現在はイタリア・ミラノに本社を置くMoncler S.p.Aが運営している。

## 概要
ダウンジャケットメーカーとして1952年、フランスのグルノーブル郊外「モネスティエ・ドゥ・クレルモン (Monestier-de-Clermont) 」で創業され、頭文字を取ってMon clerと名づけられた。
アルピニストの要望に応えるために研究を続け、1954年イタリア・カラコラム登頂隊、1955年フランス・マカル登頂隊、1964年アメリカ・アラスカ遠征隊などの装備に採用され、1968年のグルノーブルオリンピックでフランス・ナショナルチームの公式ウェアに採用された。
2013年12月、株式上場企業となった。2020年12月、イタリアのスポーツ衣料ブランド「ストーンアイランド」の買収を発表した。
モンクレールのダウンジャケットは、AFNOR（フランス規格協会）から「4Flcorons（キャトル・フロコン）」が与えられており、グースの産毛を使用し、各部位ごとにあわせて1g単位で決められ、職人によって生産されていくため、大量生産ができない製品という特徴がある。また、品質や機能性のみでなく、ダウンジャケットでありながら身体のラインが綺麗に見えるデザインである。
近年ではポロシャツなど、ダウンジャケット以外の商品展開も見せている。

## 日本での販売

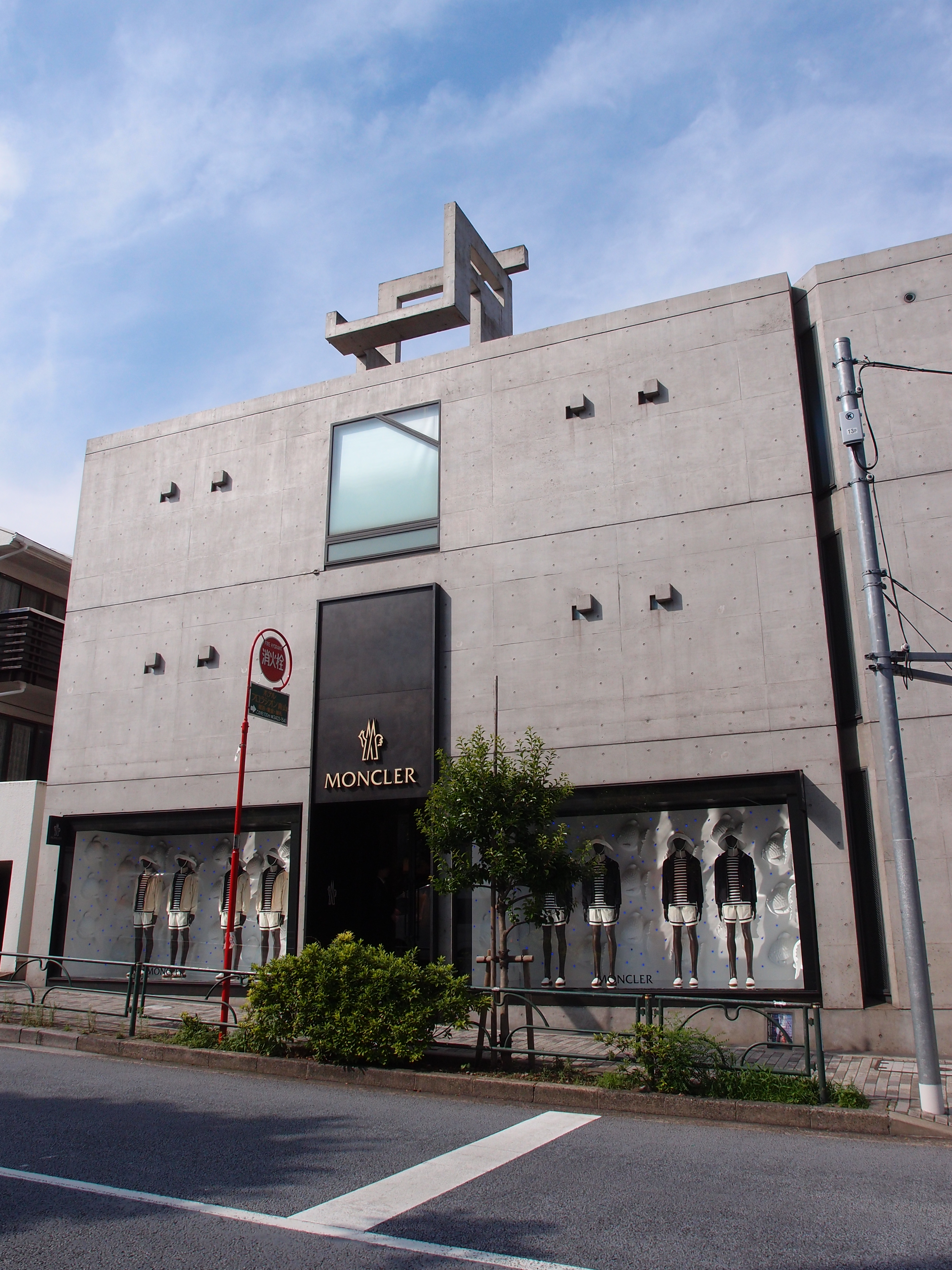
モンクレール 東京 青山店

日本では2008年以降、八木通商との合弁会社の現地法人である株式会社モンクレールジャパン（Moncler Japan Corporation）が輸入、販売しており、直営店、大手百貨店、セレクトショップ等で購入することができる。この流通経路のモンクレール製品には正規品であることを証明するカスタマーカードが付いている。並行輸入して販売しているショップも多くあるが、並行輸入品にはカスタマーカードは付いておらず、正規品である保証はない状態となる。
2005年に木村拓哉がCMで着用して以来知名度が向上した。